# Лейла Хатамі
Ле́йла Хата́мі (перс. لیلا حاتمی; 1 жовтня 1972, Тегеран, Іран) — іранська акторка.

## Біографія
Лейла Хатамі народилась 1 жовтня 1972 року в Тегерані (Іран) в сім'ї режисера Алі Хатамі (1944—1996) та акторки Захри Хатамі.
З 1 жовтня 1999 року одружена з актором та режисером Алі Мосаффою (нар.1966). Народила сина Мані Мосаффа (в лютому 2007) та доньку Асал Мосаффа (в жовтні 2008).

## Кар'єра
Лейла знімається в кіно з 1984 року.
Лауреатка 5-ти премій.
В 2014 ввійшла до складу журі основного конкурсу Каннського кінофестивалю.

## Вибрана фільмографія
| Рік  |   | Українська назва            | Оригінальна назва         | Роль                   |
| ---- | - | --------------------------- | ------------------------- | ---------------------- |
| 2011 | ф | Надер і Симін: Розлучення   | جدایی نادر از سیمین       | Сімін                  |
| 2012 | ф | Останній крок               | پله آخر                   | Лейлі                  |
| 2014 | ф | Котра година в твому світі? | در دنیای تو ساعت چند است؟ | Голі                   |
| 2018 | ф | Свиня                       | Khook                     | Шива Мохаджер, акторка |
| 2019 | ф | Синій кит                   | نهنگ آبی                  | Анахіта Кашеф          |
|      | ф | Остання планета             | The Way of the Wind       | Марія Магдалина        |